# Kvadratspindel
Kvadratspindel (Araneus quadratus) är en spindel som tillhör familjen hjulspindlar. Den förekommer i större delen av Europa och österut genom centrala Asien till Japan.

## Kännetecken
Kvadratspindeln är mycket variabel till utseendet och förekommer i ett flertal olika färgvarianter, den kan vara gulaktig, grön, röd eller brun. Ett kännetecken för spindeln är den karakteristiska teckningen på bakkroppen i form av fyra ljusa fläckar som ser ut att sitta i en kvadrat. Benen är typiskt mönstrade med mörka band. En hona kan bli upp till omkring 18 millimeter lång, medan den mindre hanen blir ungefär hälften så stor.

## Levnadssätt
Kvadratspindels habitat är skogskanter, gläntor och gräsmarker och andra liknande miljöer. Den spinner ett hjulnät ganska nära marken och livnär sig på de insekter som fastnar i det. Honan hos kvadratspindeln sitter sällan i nätet, utan finns vanligen inkrupen i en reträtt av silke som hon spunnit på exempelvis ett blad i närheten av nätet. För att veta när ett byte har fastnat i nätet spinner honan en signaltråd från nätet till reträtten. Genom signaltråden kan hon känna av vibrationerna när ett byte fastnat i nätet. 